# Carl Johann Cleuver
Carl Johann Cleuver (Duitsland, Niederpleis, 15 november 1862 – Nederland, Middelburg, 14 juli 1921) was dirigent, muziekpedagoog en componist, voornamelijk werkend in Zeeland.

## Achtergrond
Hij werd geboren binnen het gezin van koster Franz Joseph Kleuver en Anna Maria Broel. Zijn broer Franz Josef Cleuver/Kleuver (1866-1940) was ook componist, enigszins bekend in Duitsland. Hij trouwde in Bonn in 1883 met Frederika Josephine van Leeuwen, uit een koopmansfamilie. Hij leed aan het eind van zijn leven aan een matige gezondheid. Hij werd begraven op de begraafplaats aan de Nieuwlandseweg. Hij was lid van het Zeeuws genootschap der wetenschappen. Sinds 1907 was hij ridder in de Orde van Oranje Nassau. Zoon Hans Cleuver ging ook de muziek in.

## Muziek
Hij kreeg zijn muziekopleiding aan het conservatorium van Keulen, onder meer van Ferdinand Hiller en James Kwast. In 1879 werd hij (als "pianist uit Keulen") aangesteld als leider van het koor "Tot oefening en uitspanning" in Middelburg. Dit koor breidde gedurende zijn dirigentschap behoorlijk uit, niet alleen qua zangers, maar ook qua publiek. In 1908 richtte hij een Zeeuws mannenkoor op. Voorts gaf hij les aan de plaatselijke zangschool. Het pianospel liet hij niet definitief achter zich. In 1882 voerde hij bijvoorbeeld het Pianoconcert nr. 3 van Ludwig van Beethoven uit. Hij was destijds ook firigent van het plaatselijke orkest (Middelburgse Orkest Vereniging). Aan het eind van zijn muzikale leven kon hij de grotere werken van bijvoorbeeld Johann Sebastian Bach en Felix Mendelssohn Bartholdy laten uitvoeren. In januari 1921 trok hij zich terug uit het muziekleven; hij zou mede op doktersadvies alleen nog lesgeven. Korte tijd later overleed hij.
Cleuver leefde in onmin met componist Otto Lies, Zeeuws componist en eveneens van Duitse komaf. Toch moesten beide heren ook samenwerken. Ze hadden beiden zitting in de Vereeniging voor Noord Nederlandsche Muziekgeschiedenis.
Van zijn hand verscheen een klein aantal werken, onder meer bij Muziekuitgeverij A.A. Noske:
- een aantal suites
- Einsam voor zangstem en piano
- Herfstavond voor zangstem en piano
- Drie liederen voor vierstemmig mannenkoor (met tekst in Nederlands en Duits)
- De profundis, voor sopraan, koor, strijkorkest en orgel
- Elidoor, zangspel voor kinderen
- Prinses zonneglas
- Prins geliefd (1883), voor solisten, koor en piano